# 特德-扬·布卢门
特德-扬·布卢门（英語：Ted-Jan Bloemen，1986年8月16日—），生于荷兰南荷兰省莱德多普，加拿大籍男子速度滑冰运动员。他的家乡是豪达，他在那里开始练习滑冰。2014年夏，他移民至加拿大，开始代表该国参加国际比赛。虽然他的父母都是荷兰人，但由于父亲出生于加拿大的新不倫瑞克省巴瑟斯特，他成功获得加拿大国籍。